# 三义殿
三义殿，位于中国甘肃省古浪县，为一个省级文物保护单位，类型为古建筑。
三义殿的历史年代为明代。